# Ghiacciaio Enio
Il ghiacciaio Enio è un piccolo e ripido ghiacciaio lungo circa 1,1 km situato nella regione centro-occidentale della Dipendenza di Ross, in Antartide. Il ghiacciaio, il cui punto più alto si trova a circa 1600 m s.l.m., si trova in particolare nella zona orientale della dorsale Olympus, poco a est del ghiacciaio Sandy, dove fluisce verso sud, a partire dal versante meridionale del picco Wrenn e scorrendo lungo il versante nord-orientale della valle di Wright, senza però arrivare sul fondo della valle ma alimentando, durante il suo scioglimento estivo, il fiume Onyx, situato sul fondo di questa.

## Storia
Il ghiacciaio Enio è stato mappato dalla squadra occidentale della spedizione Terra Nova, condotta dal 1910 al 1913 e comandata dal capitano Robert Falcon Scott, ma è stato così battezzato solo nel 1998 dal Comitato neozelandese per i toponimi antartici in onore di Enio, una figura della mitologia greca che personificava l'urlo furioso della battaglia.